# Zoé Istaz-Slangen
Zoé Istaz-Slangen (née le 10 novembre 1989) à Québec (Canada) est une femme politique belge, membre du Parti socialiste.

## Carrière politique
Mandat politique exercé antérieurement ou actuellement
- Députée wallonne et de la Communauté française 
  - depuis le 10 décembre 2018 en remplacement de Maurice Mottard
- 2018-      : Conseillère communale  d'Ans